# Ілдеберту Перейра
Ілдеберту Перейра (порт. Hildeberto Pereira; нар. 2 березня 1996, Лісабон) — португальський футболіст, півзахисник.
Виступав, зокрема, за клуби «Ноттінгем Форест» та «Легія», а також молодіжну збірну Португалії.

## Клубна кар'єра
Народився 2 березня 1996 року в місті Лісабон. Вихованець юнацьких команд футбольних клубів «Бенфіка», «Понте Фрелаш», «Одівелаш» та «Лореш».
У дорослому футболі дебютував 2015 року виступами за команду клубу «Бенфіка Б», в якій провів один сезон, взявши участь у 36 матчах чемпіонату.
Своєю грою за цю команду привернув увагу представників тренерського штабу клубу «Ноттінгем Форест», до складу якого приєднався 2016 року на правах оренди. Відіграв за команду з Ноттінгема наступний сезон своєї ігрової кар'єри. Більшість часу, проведеного у складі «Ноттінгем Форест», був основним гравцем команди.
2017 року уклав контракт з клубом «Легія», у складі якого провів наступний рік своєї кар'єри гравця.
Протягом 2018 року захищав кольори команди клубу «Нортгемптон Таун» на правах оренди.
До складу клубу «Віторія» (Сетубал) приєднався 2018 року. Відіграв за клуб з Сетубала 51 матч в національному чемпіонаті.
6 вересня 2020 року перейшов до китайського клубу «Куньшань».
1 липня 2023 року Ілдеберту підписав контракт з командою «Хенань Суншань Лунмень».
8 січня 2024 року повернувся на батьківщину, де уклав угоду з клубом «Портімоненсі».
Другу половину 2024 року провів у румунський команді «Університатя» (Клуж-Напока).

## Виступи за збірні
Виступав у складі юнацької збірної Португалії, взяв участь у 10 іграх на юнацькому рівні, відзначившись 3 забитими голами.
Протягом 2016–2017 років залучався до складу молодіжної збірної Португалії. На молодіжному рівні зіграв у 5 офіційних матчах.